# William S. Hatcher
William S. Hatcher (* 20. September 1935 in Charlotte, North Carolina; † 27. November 2005 in Stratford, Ontario, Kanada) war ein US-amerikanischer Mathematiker, Philosoph und Bahai-Theologe.

## Leben
Hatcher erlangte einen Bachelor und einen Master an der Vanderbilt University und einen Doktor der Mathematik an der Universität Neuenburg. Er war als Professor an mehreren Universitäten in Nordamerika und Europa tätig. In der Encyclopédie Philosophique Universelle wird er als einer der acht größten Philosophen des Platonismus in der zweiten Hälfte des 20. Jahrhunderts angeführt. Zu seinem Hinscheiden bemerkte das Universale Haus der Gerechtigkeit: „Die Baha'i-Welt hat einen ihrer klügsten Köpfe, einen ihrer fruchtbarsten Autoren verloren“.

## Werke
Philosophie und Bahai-Theologie
- Epistemological Implications of the Gradated Claims to Divine Authority in the Bahá’í Writings. In: The Journal of Bahá’í Studies. Band 17, 2007.
- Reflections on Infallibility. In: The Journal of Bahá’í Studies. Band 17, 2007.
- Love, Power, and Justice. US Bahá’í Publishing Trust, Wilmette 2002, ISBN 0-87743-289-9.
- Minimalism: A Bridge between Classical Philosophy and the Bahá’í Revelation. Juxta Publishing, Hong Kong 2002, ISBN 988-97451-2-7 (Buch kostenlos als PDF von der Webseite des Verlages).
- The Bahá’í Faith. The Emerging Global Religion. US Bahá’í Publishing Trust, Wilmette 2002, ISBN 1-931847-06-1.
- zusammen mit John Hatcher: The Law of Love Enshrined. George Ronald Publisher, Oxford 1995, ISBN 0-85398-405-0.
- Logic and Logos. Essays on Science, Religion and Philosophy. George Ronald Publisher, Oxford 1990, ISBN 0-85398-298-8.
- Scholarship. A Bahá’í Perspective. In: The Journal of Bahá’í Studies. Band 1,2, 1988.
- The Concept of Spirituality. Association for Bahá’í Studies, Ottawa 1982.
- The Science of Religion. Association for Bahá’í Studies, Ottawa 1980, ISBN 0-920904-07-6.

Mathematik
- The Logical Foundations of Mathematics. Pergamon Press, Oxford, New York 1982, ISBN 0-08-025800-X.
- zusammen mit Stephen L. Whitney: Absolute Algebra. BSB Teubner Verlagsgesellschaft, Leipzig 1978.
- Foundations of Mathematics. W.B. Saunders Company, Philadelphia 1968.